# Romain Cazes
Pour les articles homonymes, voir Cazes.
Romain Cazes, né Jean François Étienne Joseph Victor Cazes le 21 août 1808 à Saint-Béat (Haute-Garonne) et mort le 13 septembre 1881 à Saint-Gaudens (Haute-Garonne), est un peintre français.

## Biographie
Romain Cazes est le petit-fils du député et accusateur public Jean-Barthélémy Cazes (Montréjeau, 1747-1806) et le fils du poète gascon Victor Cazes (1778-1861), conservateur des basiliques de Saint-Bertrand-de-Comminges et de Valcabrère, qui créa, à Saint-Bertrand-de-Comminges, un musée pyrénéen avec Nérée Boubée.
Après une première formation dans l'atelier du peintre toulousain Joseph Roques qui le remarque, Romain Cazes devient en 1829 élève d'Ingres. Peintre d'histoire, il a peint de nombreux décors religieux dans les églises du Sud-Ouest (Bagnères-de-Luchon, Saint-Mamet, Bordeaux, Oloron-Sainte-Marie, etc.) et de Paris (La Trinité, Notre-Dame de Paris, Saint-François-Xavier).
Il serait venu en 1848 en convalescence aux thermes de Bagnères-de-Luchon pour guérir du choléra. Le curé Carrère à qui il aurait offert deux dessins d'anges lui aurait ensuite demandé de faire les fresques de sa nouvelle église du petit village voisin de Saint-Mamet[réf. nécessaire].
Il a également peint les fresques de la nouvelle église Notre-Dame de l'Assomption de Bagnères-de-Luchon, édifiée entre 1852 et 1856 pour remplacer l'ancienne église détruite en 1850. Il en demanda un prix de 15 000 francs, payé pour moitié par la fabrique de Luchon, et pour moitié payé directement par l'État et par Charles de Morny, ministre de l'Intérieur.
Il est décoré de la Légion d'honneur en 1870.
Le 6 octobre 1881, le grand quotidien catholique L'Univers, fondé en 1833 par l'abbé Jacques-Paul Migne, lui consacre un important article nécrologique à la suite de sa disparition à Saint-Gaudens le 13 septembre 1881.

## Œuvres dans les collections publiques
- Albi :

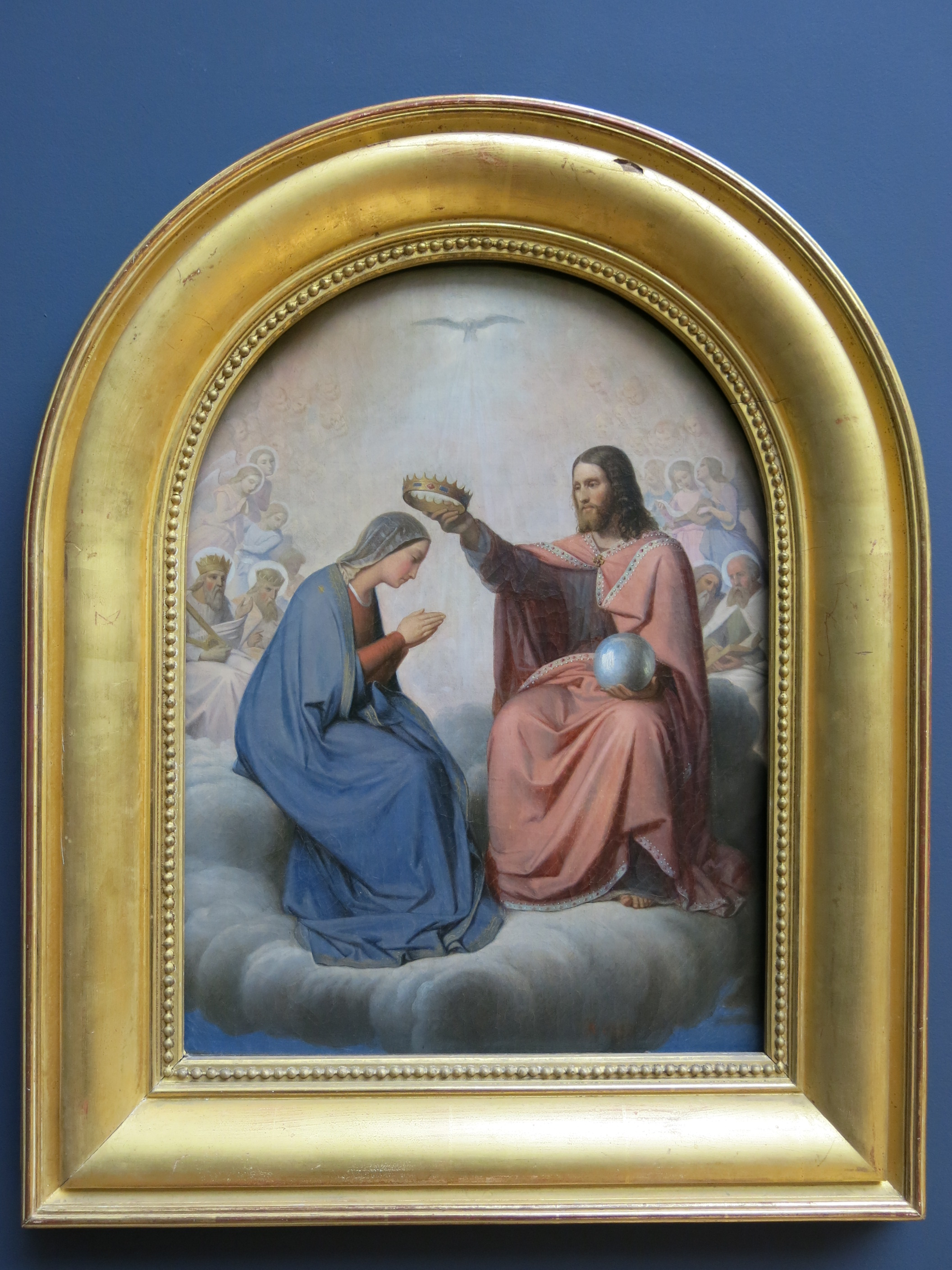
Le Couronnement de la Vierge, Reine des cieux, 2e quart du XIXe siècle, Paris, musée du Louvre.

  - cathédrale Sainte-Cécile : fresques.
  - église Sainte-Marie-Madeleine d'Albi : plafond du chœur[4].
- Bagnères-de-Luchon :
  - église Notre-Dame-de-l'Assomption :
    - Le Couronnement de Marie ;
    - Les Litanies de la Vierge ;
    - La Divine liturgie. Ces trois toiles rassemblent un ensemble de 83 personnages dont plusieurs sont des personnalités luchonnaises : deux moines agenouillés sont incarnés par le curé Vidaillet et l'architecte Loupot. Le maire Charles Tronc est un saint près de l'encadrement. Sainte Catherine est posée par Mme Cazes, épouse de l'artiste. L'ange portant des pains bénits était la « Piguette », une fille de bains de l'établissement thermal[2] ;
    - La Guérison de l'aveugle et du paralytique, don du ministre d'État Achille Fould.

  - établissement thermal : Les Huit Sources thermales[5], Bagnères-de-Luchon[6].
  - [Où ?]La Médecine, La Chimie, L'Hydrologie, L'Architecture, Port de Vénasque, La Vallée du Lis, Le Massif des Monts-Maudits, La Neste d'Oueil, Le Mont Né (ceb), Le Lac d'Oô, Le Val d'Esquierry et La Ville de Luchon, 17 fresques allégoriques personnifiées par des figures féminines.
- Bordeaux :
  - cathédrale Saint-André : fresques.
  - église Notre-Dame :
    - Triomphe de la Vierge adorée par des anges et des saints, 1870 et 1873 ;
    - Présentation de la Vierge au temple, Visitation, Déploration, 1872 et 1875 ;
    - Assomption, vers 1873-1874 ;
    - Annonciation.
- Chamboulive, église paroissiale Saint-Cosme-Saint-Damien : La Vierge et l'Enfant, 1841.
- Montauban, musée Ingres-Bourdelle :
  - Ariane abandonné ou Psychée, 1847, Salon de 1847 ;
  - La Vierge apparaît à saint Ignace, 1866-1867, huile sur toile ;
  - Rachel ;
  - Les Femmes de Juda pleurant leurs enfants massacrés.
- Oloron-Sainte-Marie, église Sainte-Croix : fresques.
- Paris :
  - église Notre-Dame de Clignancourt : l'intrados du chœur et les Évangélistes, quatre lunettes marouflées dans l'abside.
  - église Saint-François-Xavier : le tympan de l’arcade, les pendentifs de part et d’autre représentant Moïse (tenant les Tables de la Loi) et Aaron (en costume de prêtre des anciens Juifs) ainsi que le Livre des Évangiles tenu par deux anges, 1874.
  - église de la Sainte-Trinité : Le Bon Pasteur, Le Sacré-Cœur.
  - musée du Louvre : Le Couronnement de la Vierge, reine des cieux.
  - palais de justice : Charles du Moulin (1500-1566), célèbre jurisconsulte à l'esprit rigoureux, dont les ouvrages furent mis à l'index et lui attirèrent de solides antipathies. Commande de 1876 pour la Cour de cassation.
- Puisieux-et-Clanlieu, église paroissiale Saint-Martin :
  - Résurrection de la fille de Jaïre ;
  - Vierge à l'Enfant adorée par des anges.
- Saint-Mamet, église :
  - La Fuite en Égypte ;
  - Groupe de Jésus-Christ, de Marie et du Précurseur ;
  - Les Amis de Dieu, colonnes de l'église, et Les Saints Apôtres. Pour les douze apôtres, de chaque côté, Cazes a ajouté des saints dont le culte est beaucoup plus local : saint Mamet à gauche et saint Bertrand de Comminges à droite. Cazes s'est également plu à donner à ses figures les traits de personnes de son entourage. Certains de ces modèles sont connus : l'abbé Carrère a prêté ses traits à saint André ; le docteur Lambron, médecin à Luchon a posé pour saint Pierre ; Mlle P. S.[réf. nécessaire].
- Toulouse : 
  - musée des Augustins : Portrait de Louis de Planet, 1835, huile sur toile ;
  - musée du Vieux Toulouse : Portrait de Louis de Planet, 1835, dessin.

- Localisation inconnue :
  - Quatre muses, peintes pour un établissement de bains (Luchon ?) ;
  - Louis-Philippe Ier, roi des Français, copie d'un original disparu du baron Gérard, payée 800 francs par l'État.

Œuvres de Romain Cazes
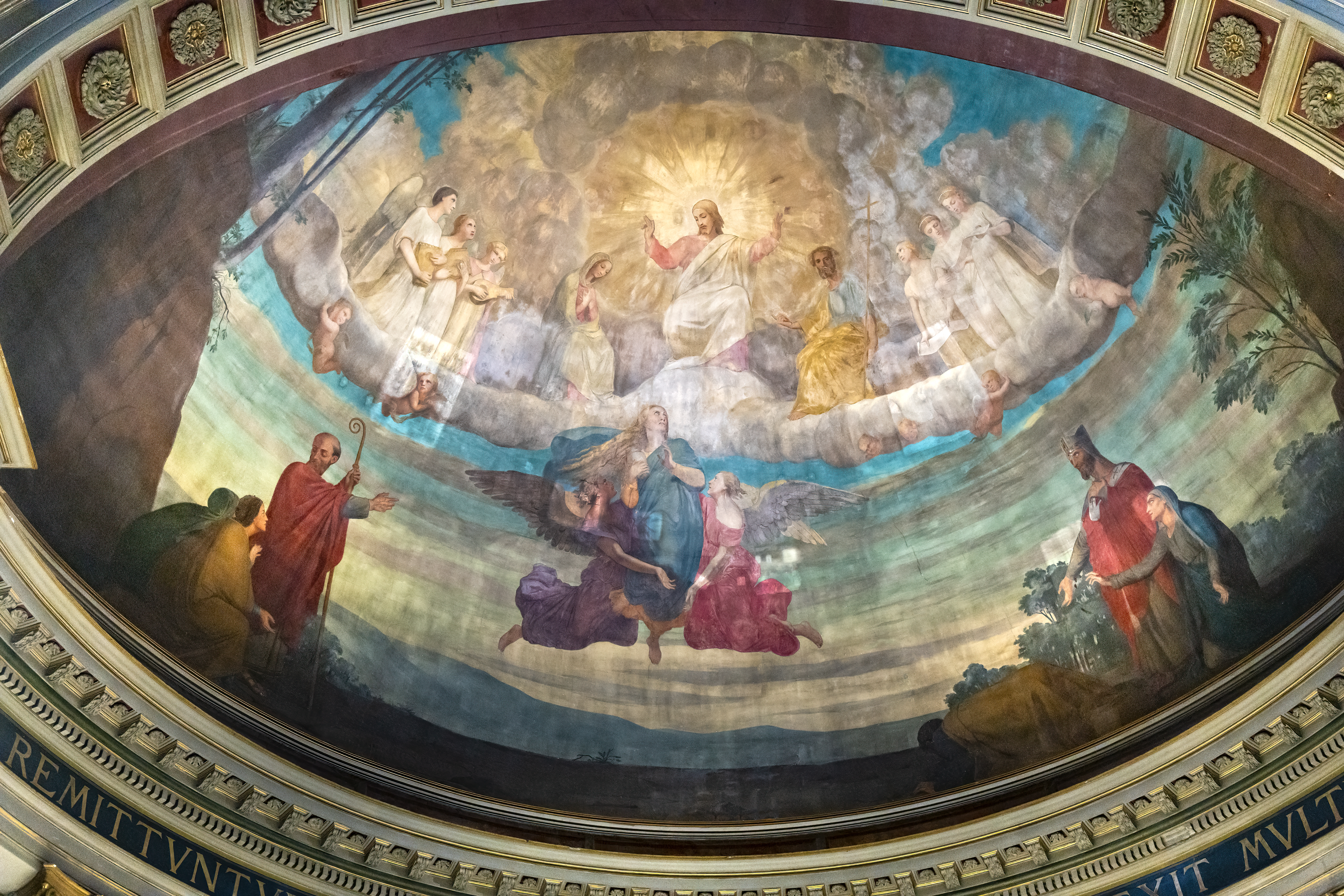
Plafond du chœur de l'église Sainte-Marie-Madeleine d'Albi.
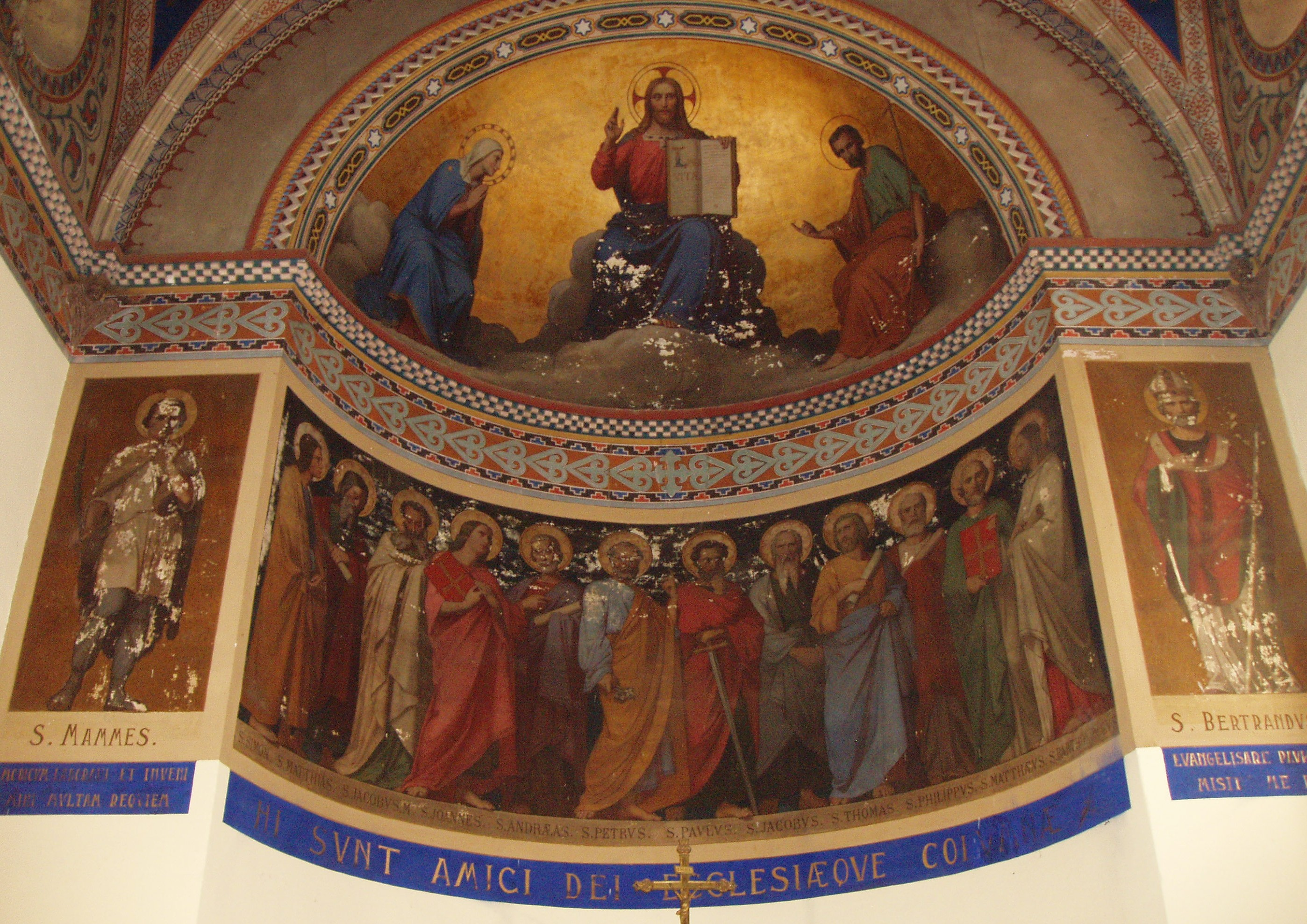
Les Amis de Dieu et les saints Apôtres, église de Saint-Mamet.
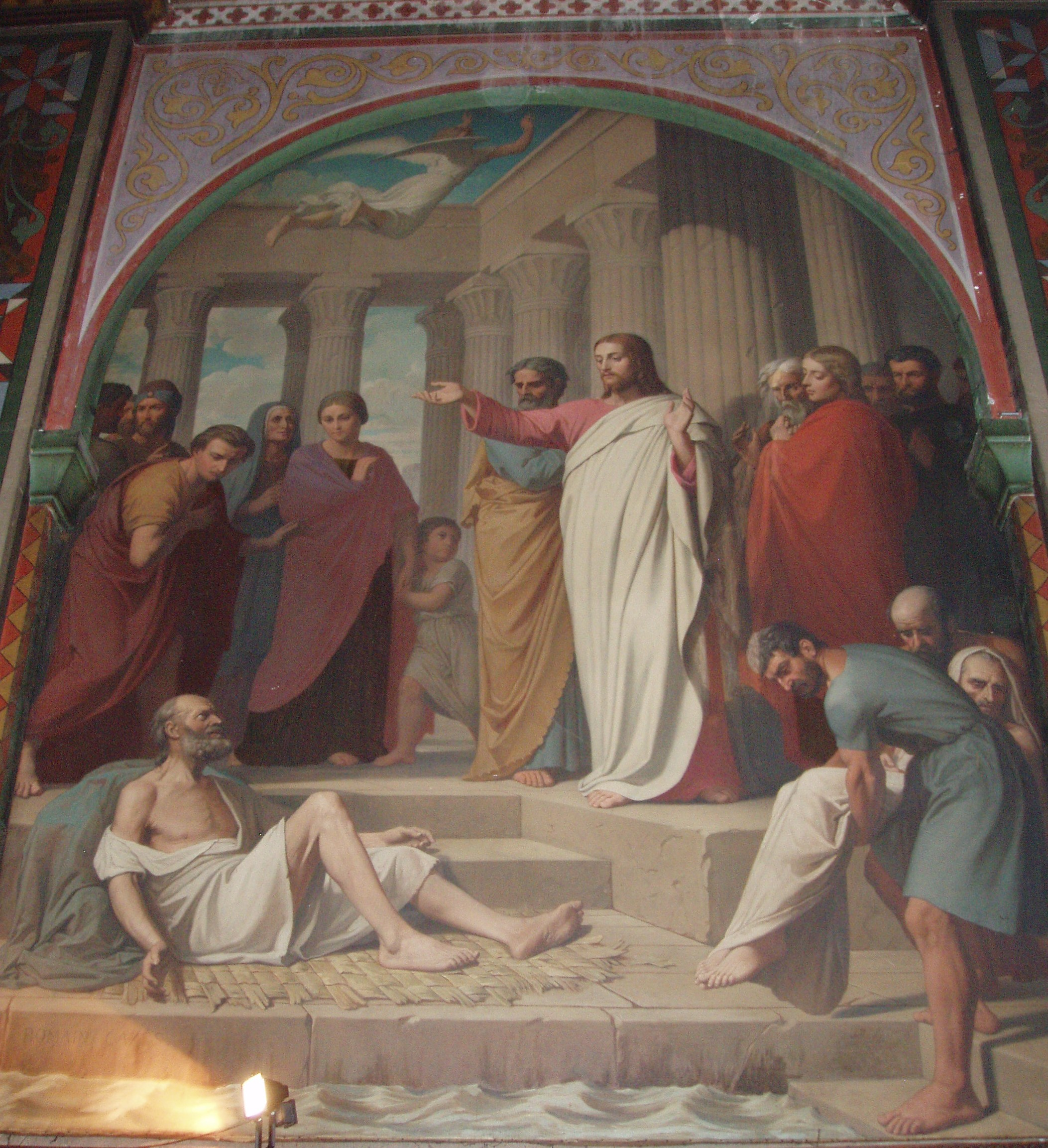
La Guérison de l'aveugle et du paralytique, Bagnères-de-Luchon, église Notre-Dame-de-l'Assomption.
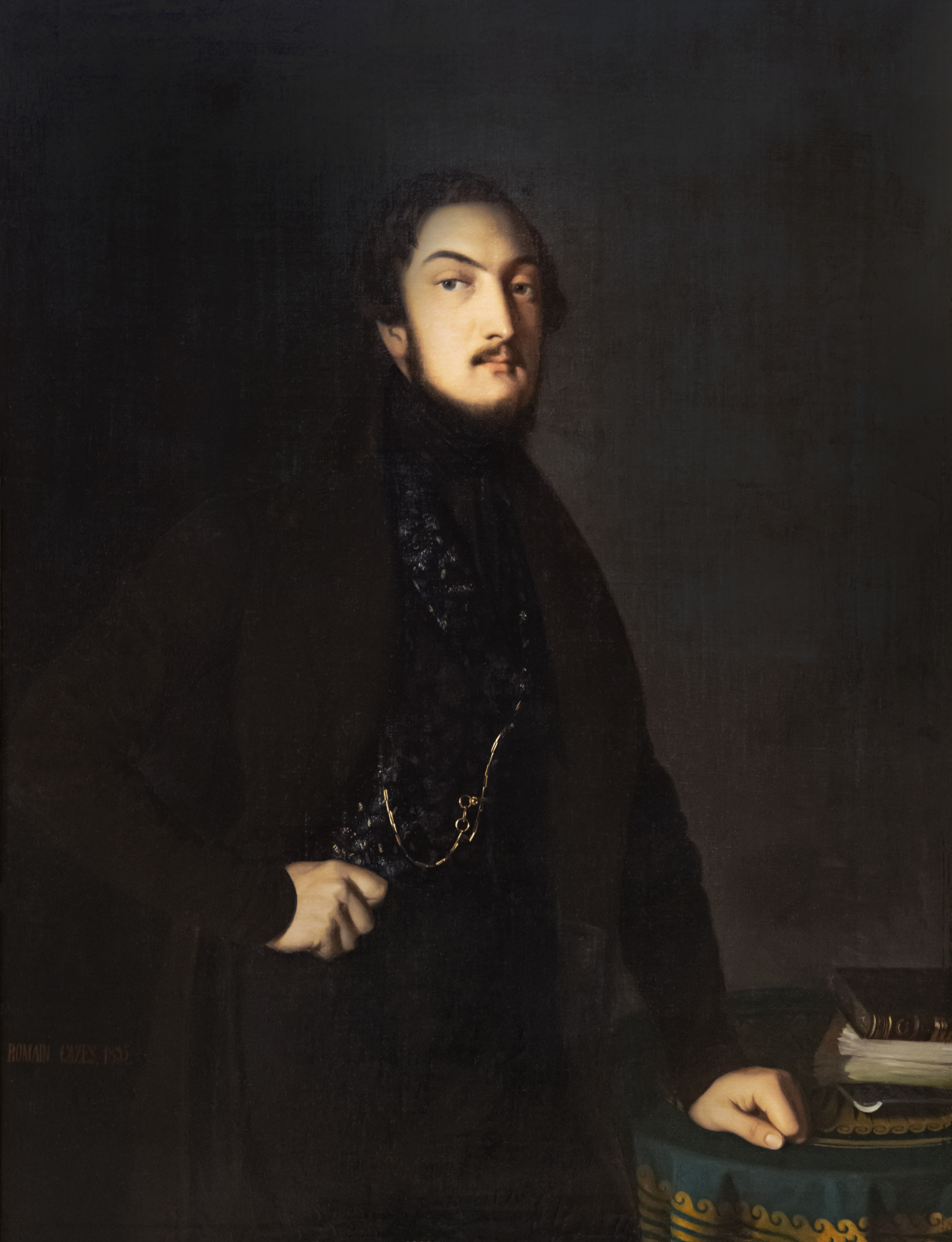
Portrait de Louis de Planet, 1835, musée des Augustins de Toulouse.
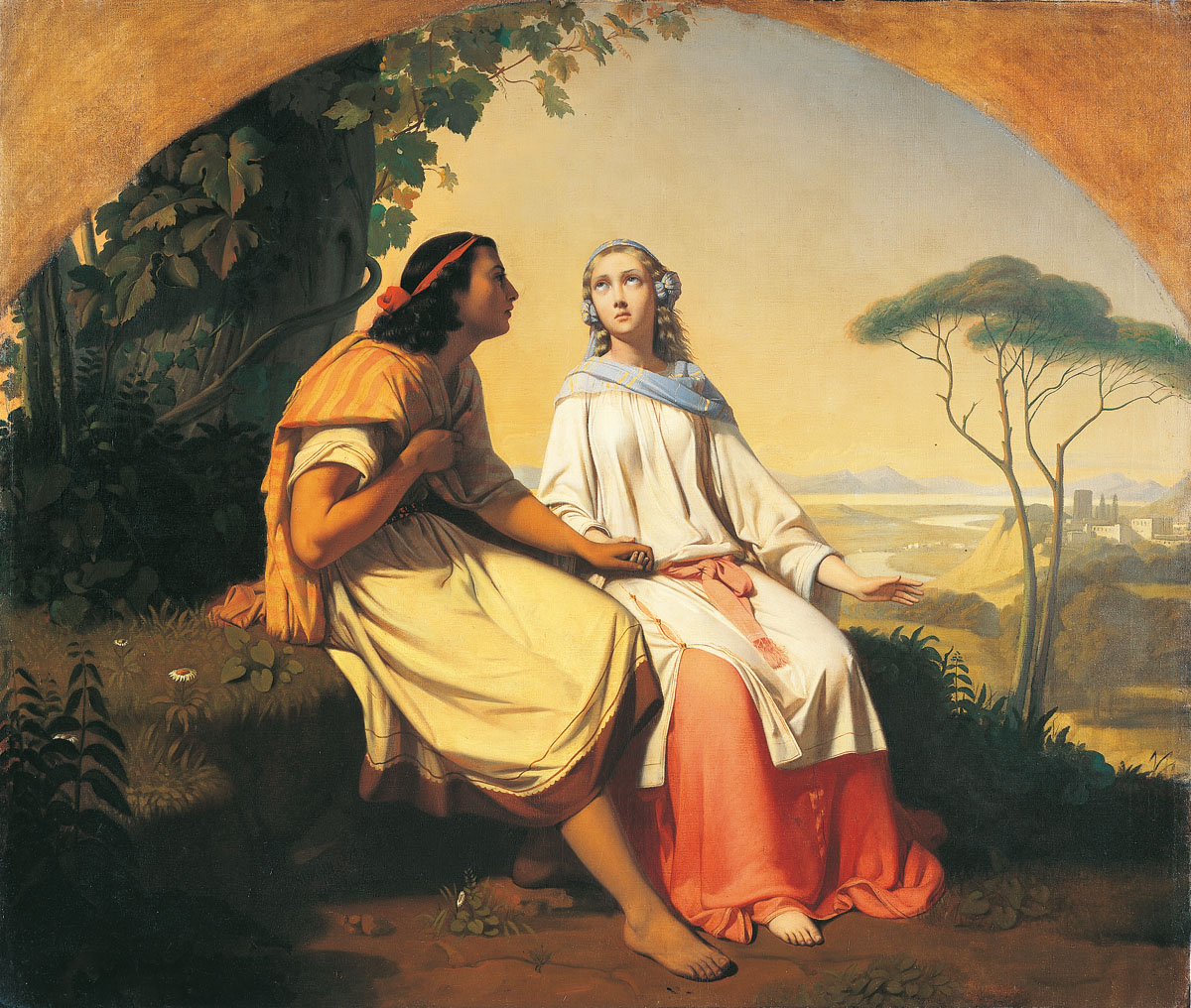
L'Âme exilée, 1838, musée des Augustins de Toulouse.
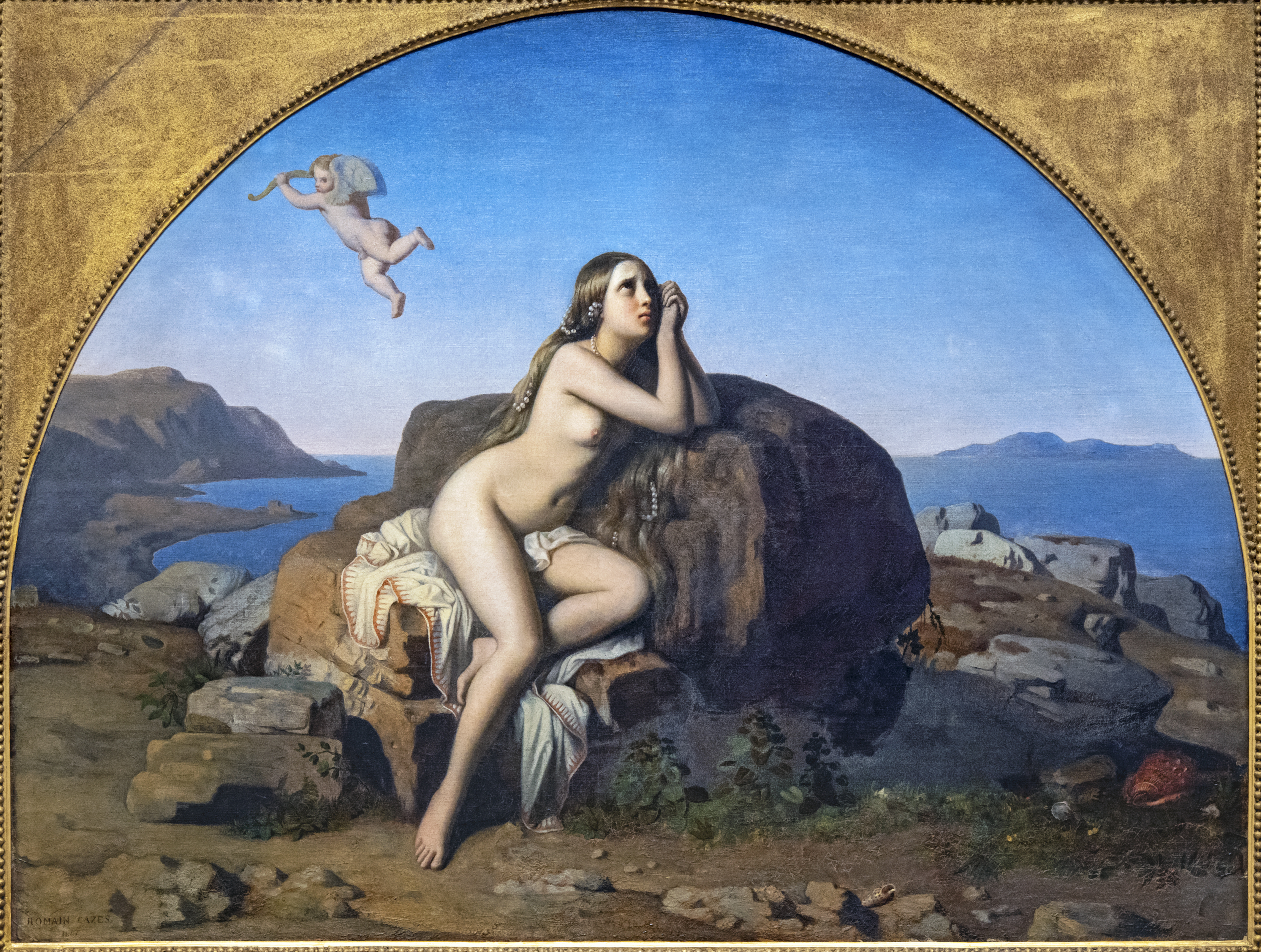
Ariane abandonnée, 1847, Montauban, musée Ingres-Bourdelle.
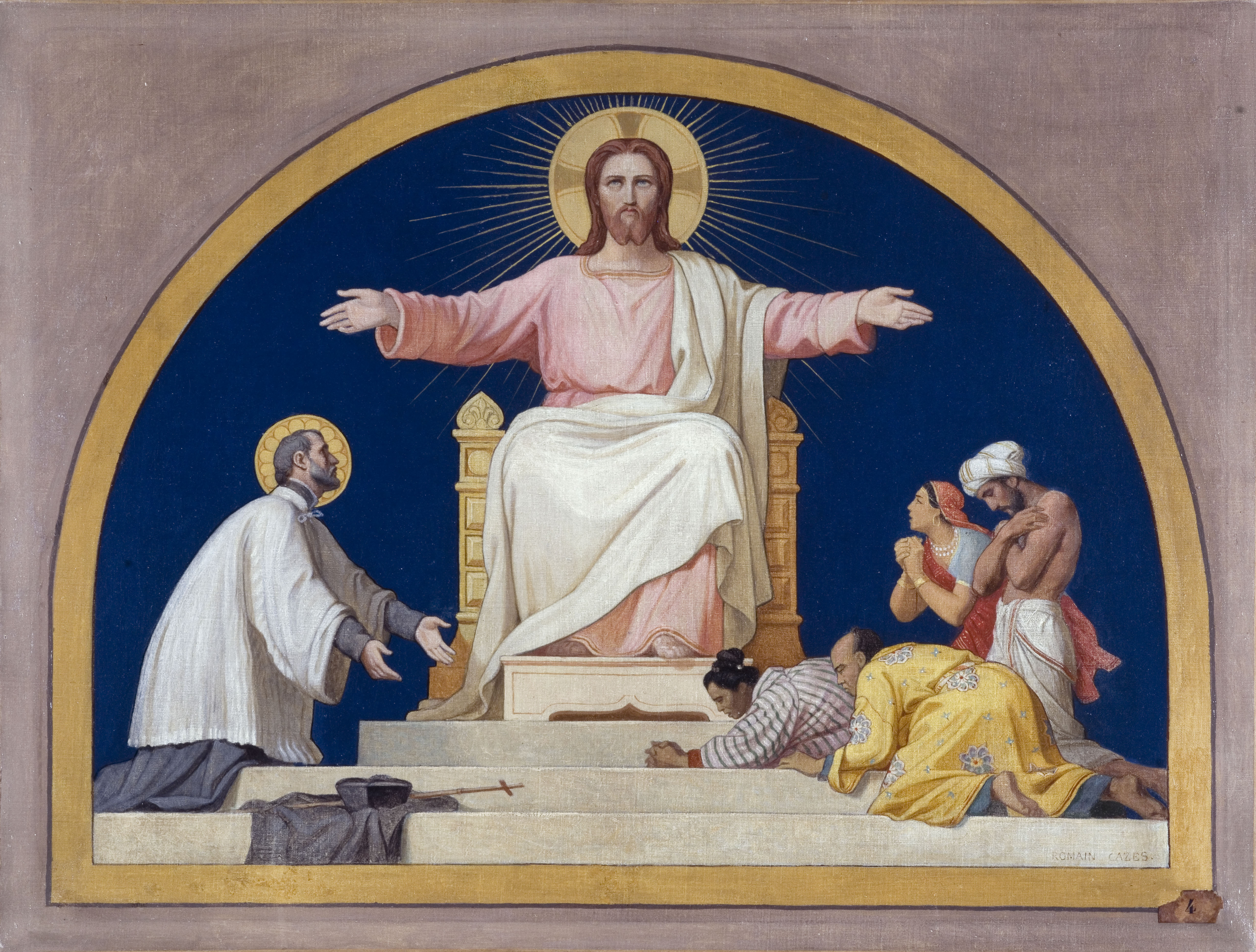
Esquisse pour l'église Saint-François-Xavier : Saint François-Xavier présentant au Christ les peuples qu'il a convertis, vers 1876, Paris, Petit Palais.